# Братислав Славковић
Братислав Славковић Кеша (Крагујевац, 6. децембар 1945 — Крагујевац, 2. јул 2021) био је био српски позоришни, филмски и ТВ глумац.

## Биографија
Братислав Славковић Кеша припада плејади глумачких имена по којима је крагујевачко позориште познато и признато у земљи и региону. Рођен у Крагујевцу 1945. године, професионалну глумачку каријеру започео је давне 1970. године у Црногорском народном позоришту у Титограду. Године 1974. враћа се у Крагујевац и више од четири деценије веран је својој матичној кући. Играо је у свим медијима: на радију, филму, телевизији. Само на крагујевачкој сцени остварио је више од стотину улога у разноврсном репертоару. 

## Награде
- 1986. - Културно просветна заједница Града Крагујевца Награда за глумачка остварења за 1985. годину
- 1998. - Театар фест Петар Кочић Печат Града Бање Луке за улогу Чапајева у представи "Ружење народа у два дела" Слободана Селенића
- 2018. - Књажевско-српски театар Прстен са ликом Јоакима Вујића